# Young India

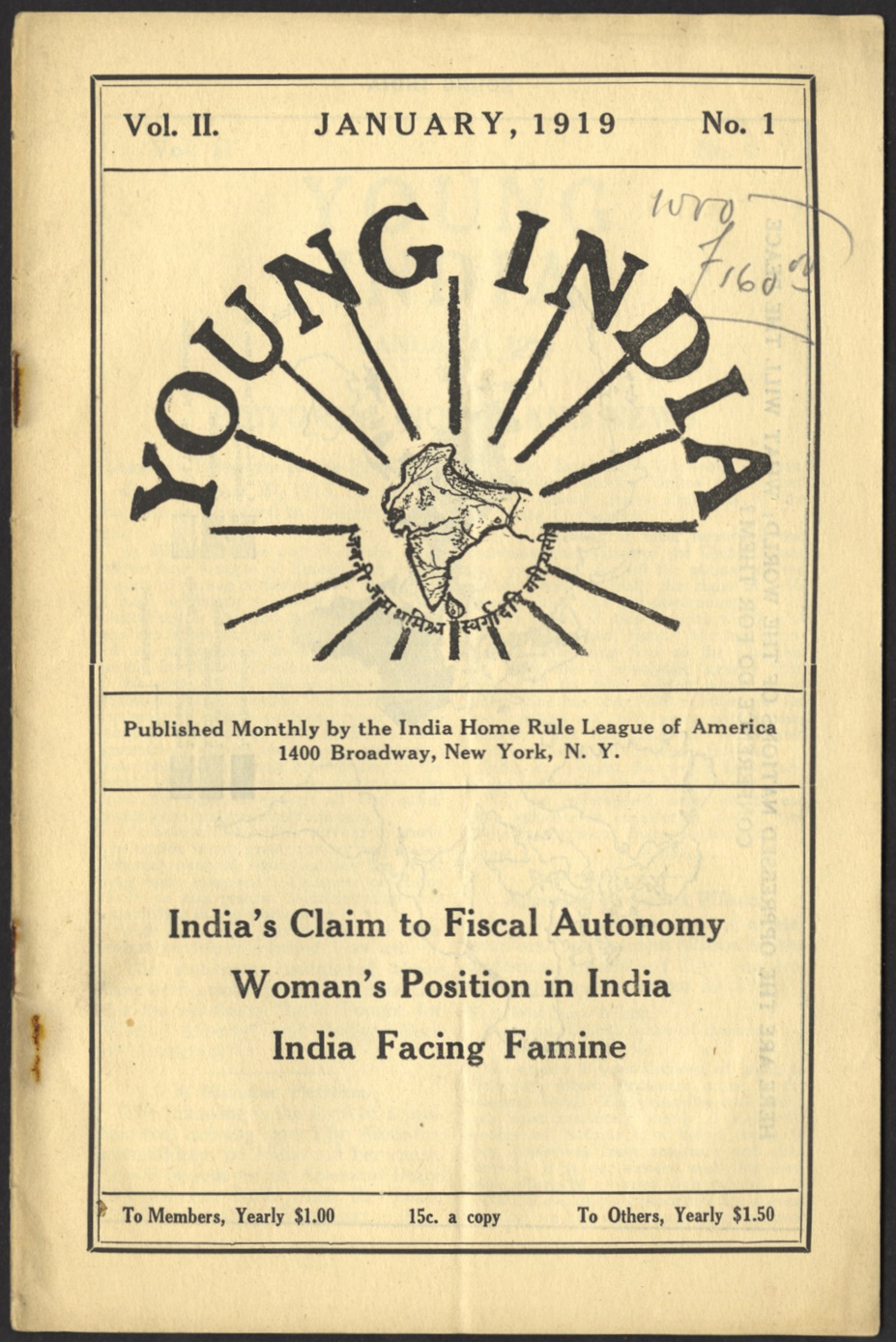
Een uitgave van Young India uit 1939

Young India was een wekelijks verschijnend Engelstalige Indiase krant die van 1919 tot 1932 werd uitgegeven door Mahatma Gandhi. De vrijheidsstrijder schreef hierin stukjes die velen tot een inspiratiebron diende. Hij gebruikte de krant om zijn ideologie en gedachten ten aanzien van onafhankelijkheid te verspreiden.